# Габріела Веласко Андреу
Габріела Веласко Андреу (ісп. Габріела Веласко Андреу; нар. 1 квітня 1985) — колишня іспанська тенісистка.
Найвищу одиночну позицію світового рейтингу — 369 місце досягла 20 червня 2005, парну — 229 місце — 17 липня 2006 року.
Здобула 12 парних титулів туру ITF.
Завершила кар'єру 2007 року.

## Фінали ITF

### Одиночний розряд (0–4)
| Легенда          |
| ---------------- |
| Турніри $100,000 |
| Турніри $75,000  |
| Турніри $50,000  |
| Турніри $25,000  |
| Турніри $10,000  |

| Фінали за покриттям |
| ------------------- |
| Тверде (0–1)        |
| Ґрунт (0–3)         |
| Трава (0–0)         |
| Килим (0–0)         |

| Результат | Ранг | Дата            | Турнір             | Покриття | Суперниця        | Рахунок       |
| --------- | ---- | --------------- | ------------------ | -------- | ---------------- | ------------- |
| Поразка   | 1.   | 1 грудня 2003   | Каїр, Єгипет       | Ґрунт    | Ґаелль Відмер    | 4–6, 6–4, 2–6 |
| Поразка   | 2.   | 8 грудня 2003   | Каїр, Єгипет       | Ґрунт    | Катерина Бичкова | 1–6, 4–6      |
| Поразка   | 3.   | 22 березня 2004 | Каїр, Єгипет       | Ґрунт    | Гана Шромова     | 3–6, 1–6      |
| Поразка   | 4.   | 26 липня 2004   | Стамбул, Туреччина | Тверде   | Орелі Веді       | 0–6, 6–7(5–7) |

### Парний розряд (12–17)
| Легенда          |
| ---------------- |
| Турніри $100,000 |
| Турніри $75,000  |
| Турніри $50,000  |
| Турніри $25,000  |
| Турніри $10,000  |

| Фінали за покриттям |
| ------------------- |
| Тверде (7–10)       |
| Ґрунт (5–7)         |
| Трава (0–0)         |
| Килим (0–0)         |

| Результат | Ранг | Дата              | Турнір                                  | Покриття | Партнерка               | Суперниці                                   | Рахунок            |
| --------- | ---- | ----------------- | --------------------------------------- | -------- | ----------------------- | ------------------------------------------- | ------------------ |
| Поразка   | 1.   | 12 травня 2002    | Тортоса, Іспанія                        | Ґрунт    | Адріана Гонсалес-Пеньяс | Марта Фрага Марія Хосе Санчес Алаєто        | 5–7, 1–6           |
| Поразка   | 2.   | 8 червня 2003     | Анкара, Туреччина                       | Ґрунт    | Юлія Єфремова           | Ольга Лазарчук Svetlana Mossiakova          | 4–6, 1–6           |
| Поразка   | 3.   | 16 червня 2003    | Монтемор-у-Нову, Португалія             | Тверде   | Zsuzsanna Babos         | Еден Марама Пола Марама                     | 7–6(7–5), 3–6, 0–6 |
| Перемога  | 1.   | 13 липня 2003     | Гечо, Іспанія                           | Ґрунт    | Sabina Mediano-Alvarez  | Марта Фрага Адріана Гонсалес-Пеньяс         | w/o                |
| Поразка   | 4.   | 14 липня 2003     | Монтероні-д'Арбія, Італія               | Ґрунт    | Даніелле Штейнберг      | Івета Герлова Зузана Земенова               | 6–7(4–7), 4–6      |
| Перемога  | 2.   | 3 серпня 2003     | Понтеведра, Іспанія                     | Тверде   | Неуза Сілва             | Veronika Litvinskaya Elena Poliakova        | 6–0, 6–1           |
| Перемога  | 3.   | 13 жовтня 2003    | Санто-Домінго, Домініканська Республіка | Тверде   | Хулія Гандія            | Соледад Есперон Флавія Міґнола              | 6–3, 4–6, 7–5      |
| Поразка   | 5.   | 1 грудня 2003     | Каїр, Єгипет                            | Ґрунт    | Хулія Гандія            | Раїса Гуревич Катерина Кожокіна             | 6–2, 3–6, 1–6      |
| Поразка   | 6.   | 14 березня 2004   | Тель-Авів, Ізраїль                      | Тверде   | Хулія Гандія            | Івета Герлова Фредеріка Пієдаде             | 2–6, 6–4, 2–6      |
| Перемога  | 4.   | 10 травня 2004    | Анталія, Туреччина                      | Ґрунт    | Пемра Озген             | Kateryna Hert Оксана Любцова                | 6–0, 6–2           |
| Перемога  | 5.   | 17 травня 2004    | Анталія, Туреччина                      | Ґрунт    | Пемра Озген             | Kateryna Hert Оксана Любцова                | 6–1, 6–4           |
| Поразка   | 7.   | 24 травня 2004    | İstanbul, Ізраїль                       | Тверде   | Гана Шромова            | Ірина Бремон Євгенія Савранська             | 3–6, 4–6           |
| Поразка   | 8.   | 1 серпня 2004     | Стамбул, Туреччина                      | Тверде   | Валерія Бондаренко      | Василіса Давидова Svetlana Mossiakova       | 3–6, 3–6           |
| Перемога  | 6.   | 10 серпня 2004    | Коїмбра, Португалія                     | Тверде   | Наталія Гарбельйотто    | Аліче Балдуччі Маша Зец-Пешкірич            | 6–4, 6–1           |
| Поразка   | 9.   | 8 листопада 2004  | Рамат-га-Шарон, Ізраїль                 | Тверде   | Пемра Озген             | Ципора Обзилер Даніелле Штейнберг           | 5–7, 3–6           |
| Поразка   | 10.  | 26 квітня 2005    | Торрент (Валенсія), Іспанія             | Ґрунт    | Нурія Ройг              | Сара Еррані Паула Гарсія                    | 7–6(7–5), 4–6, 2–6 |
| Поразка   | 11.  | 9 травня 2005     | Монсон, Іспанія                         | Тверде   | Петра Цетковська        | Олена Антипіна Суріна Де Беер               | 5–7, 5–7           |
| Перемога  | 7.   | 11 липня 2005     | Стамбул, Туреччина                      | Тверде   | Пемра Озген             | Ірина Бурячок Василіса Давидова             | 6–2, 6–3           |
| Поразка   | 12.  | 19 липня 2005     | Звевегем, Бельгія                       | Ґрунт    | Петра Цетковська        | Леслі Буткевіч Кароліне Мас                 | 3–6, 2–6           |
| Поразка   | 13.  | 23 серпня 2005    | Амаранте, Португалія                    | Тверде   | Флавія Міґнола          | Жоана Кортез Неуза Сілва                    | 2–6, 3–6           |
| Перемога  | 8.   | 10 жовтня 2005    | Лагос, Нігерія                          | Тверде   | Суріна Де Беер          | Ліза Сабіно Маша Зец-Пешкірич               | 6–4, 6–2           |
| Поразка   | 14.  | 28 листопада 2005 | Рамат-га-Шарон, Ізраїль                 | Тверде   | Пемра Озген             | Марріт Бонстра Нікол Тіссен                 | 2–6, 3–6           |
| Перемога  | 9.   | 20 лютого 2006    | Рамат-га-Шарон, Ізраїль                 | Тверде   | Олександра Куликова     | Ірина Бремон Яна Левченко                   | 7–5, 7–6(7–3)      |
| Поразка   | 15.  | 5 березня 2006    | Раанана, Ізраїль                        | Тверде   | Іпек Шенолу             | Івета Герлова Вероніка Раймрова             | 2–6, 6–2, 3–6      |
| Перемога  | 10.  | 12 березня 2006   | Хайфа, Ізраїль                          | Тверде   | Іпек Шенолу             | Ірина Бремон Яна Левченко                   | 6–0, 6–0           |
| Перемога  | 11.  | 1 травня 2006     | Торрент (Валенсія), Іспанія             | Ґрунт    | Катерина Макарова       | Сільвія Солер Еспіноза Карла Суарес Наварро | 6–4, 6–2           |
| Поразка   | 16.  | 25 липня 2006     | Ла-Корунья, Іспанія                     | Тверде   | Astrid Waernes          | Melissa Cabrera-Handt Carolina Gago Fuentes | 4–6, 0–6           |
| Поразка   | 17.  | 9 жовтня 2006     | Бенікарло, Іспанія                      | Ґрунт    | Вероніка Капшай         | Нурія Санчес Гарсія Вердіана Верарді        | 4–6, 3–6           |
| Перемога  | 12.  | 30 квітня 2007    | Вік (Іспанія), Іспанія                  | Ґрунт    | Francisca Sintès Martín | Melissa Cabrera-Handt Carolina Gago Fuentes | 6–3, 4–6, 6–1      |